# 宜野湾市消防本部
宜野湾市消防本部（ぎのわんししょうぼうほんぶ）は、沖縄県宜野湾市の消防部局（消防本部）。管轄区域は宜野湾市全域。

## 概要
- 消防本部：宜野湾市野嵩677番地
- 管内面積：19.70km2
- 職員数：91人
- 消防署1カ所、出張所2カ所

### 主力機械
2017年4月1日現在
- 消防ポンプ自動車：2
- 水槽付消防ポンプ自動車：4
- 小型動力ポンプ付水槽車：1
- はしご付消防自動車：1
- 救助工作車：1
- 救急自動車：4
- 現場指揮車：1
- 指揮広報車：1
- 資機材搬送車：3
- ジェットスキー：1
- ゴムボート：1
- その他：5

## 沿革
- 1964年7月1日 消防本部、消防署、消防団を設置する。
- 1978年4月10日 我如古出張所の業務を開始する。
- 1995年4月1日 真志喜出張所の業務を開始する。

## 組織
- 本部 - 総務課、予防課、警防課
- 消防署

## 消防署
| 消防署         | 住所        | 出張所                                   |
| -------------- | ----------- | ---------------------------------------- |
| 宜野湾市消防署 | 野嵩677番地 | 我如古：我如古3-2-1 真志喜：真志喜3-25-3 |